# کوشکاران
کوشکاران (انگلیسی: Kushkaran) یک شهرک در شهرستان یرمکیفسکی استان باشقیرستان کشور روسیه است.